# Gerbillus percivali
Gerbillus percivali är en däggdjursart som först beskrevs av Guy Dollman 1914.  Gerbillus percivali ingår i släktet Gerbillus och familjen råttdjur. IUCN kategoriserar arten globalt som otillräckligt studerad. Inga underarter finns listade i Catalogue of Life.
Arten listades inte i Mammal Species of the World (2005).
Denna ökenråtta är bara känd från två områden i södra Kenya. Den hittades där i landskap med sandig mark och glest fördelade buskar.